# Vergilius Romanus

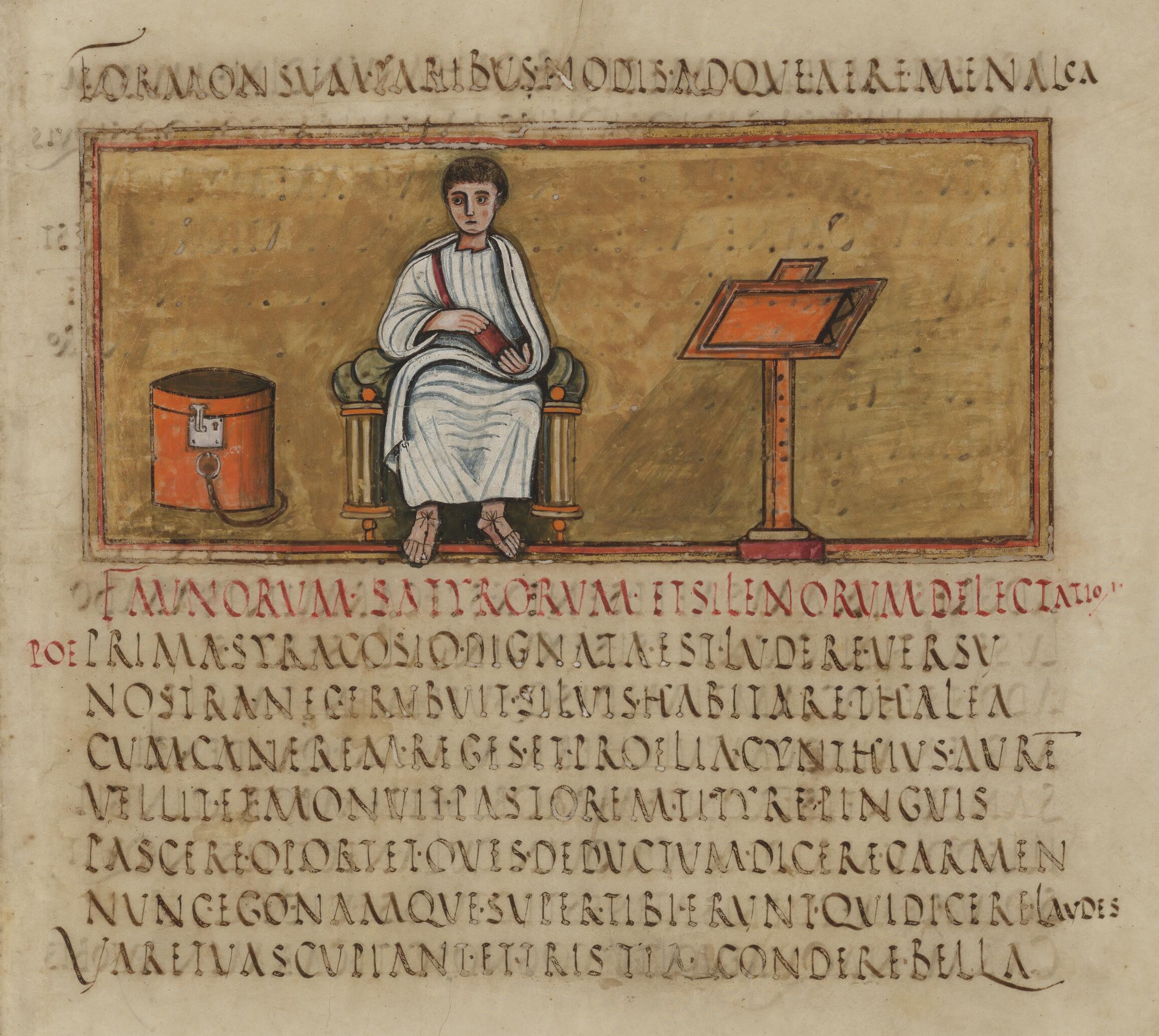
Vergilius Romanus. Вергилий. V век

Vergilius Romanus — манускрипт с произведениями Вергилия, содержит «Энеиду», «Георгики» и некоторые эклоги. Одна из немногих сохранившихся античных иллюминированных рукописей, датируется V веком. Находится в Ватиканской библиотеке (MS Vat. lat. 3867).

## Описание
Одна из старейших и наиболее важных рукописей с произведениями Вергилия. Размер пергаментных листов — 332—323 мм на 309 мм. Текст написан  в характерной для своего времени манере капитальным рустичным письмом, заглавными буквами, без пробелов между словами. На странице размещается 18 строк. 19 сохранившихся иллюстраций выполнены по крайней мере двумя анонимными художниками. Стиль иллюстраторов рукописи представляет собой начало отхода от античных традиций изображения человека и пространства.
Первый художник на листе folio 1 recto проиллюстрировал Первую эклогу. Пастух, Титир, играет на флейте, сидя под деревом. За его спиной из-за дерева выглядывают три коровы. За другим пастухом, Мелибеем, также изображены животные, выглядывающие из-за дерева. Эта миниатюра ещё связана с античным изобразительным искусством. Коровы и козы за деревьями — попытка, хотя и не совсем удачная, создать впечатление глубины пространства. Драпировка одежды пастухов передана естественно лежащими складками, их лица изображены в три четверти. Миниатюра, в отличие от остальных миниатюр рукописи, не имеет рамки, как иллюстрации в папирусных свитках.
Второй художник в остальных миниатюрах демонстрирует более радикальный отход от античной традиции. Все иллюстрации выполнены в красных и золотых тонах. Художник, по-видимому, слабо понимает принципы изображения человеческого тела и не способен справиться с искажением поз, как, например, на фолио 100 verso, где лежащая фигура представлена совершенно неубедительным образом. Лица больше не изображаются в повороте в три четверти, а рисуются строго в анфас либо в профиль. Складки одежды переданы схематически, отсутствует линия горизонта, фигуры равномерно распределены по полю миниатюры, избегается их наложение друг на друга. Некоторые миниатюры, вероятно, выполнены под влиянием римских мозаик (см. фолио 44 verso и 45 recto). Происхождение манускрипта является предметом споров, возможно, рукопись была создана на территории Восточной Римской империи.